# Petrejoides orizabae
Petrejoides orizabae là một loài bọ cánh cứng trong họ Passalidae.

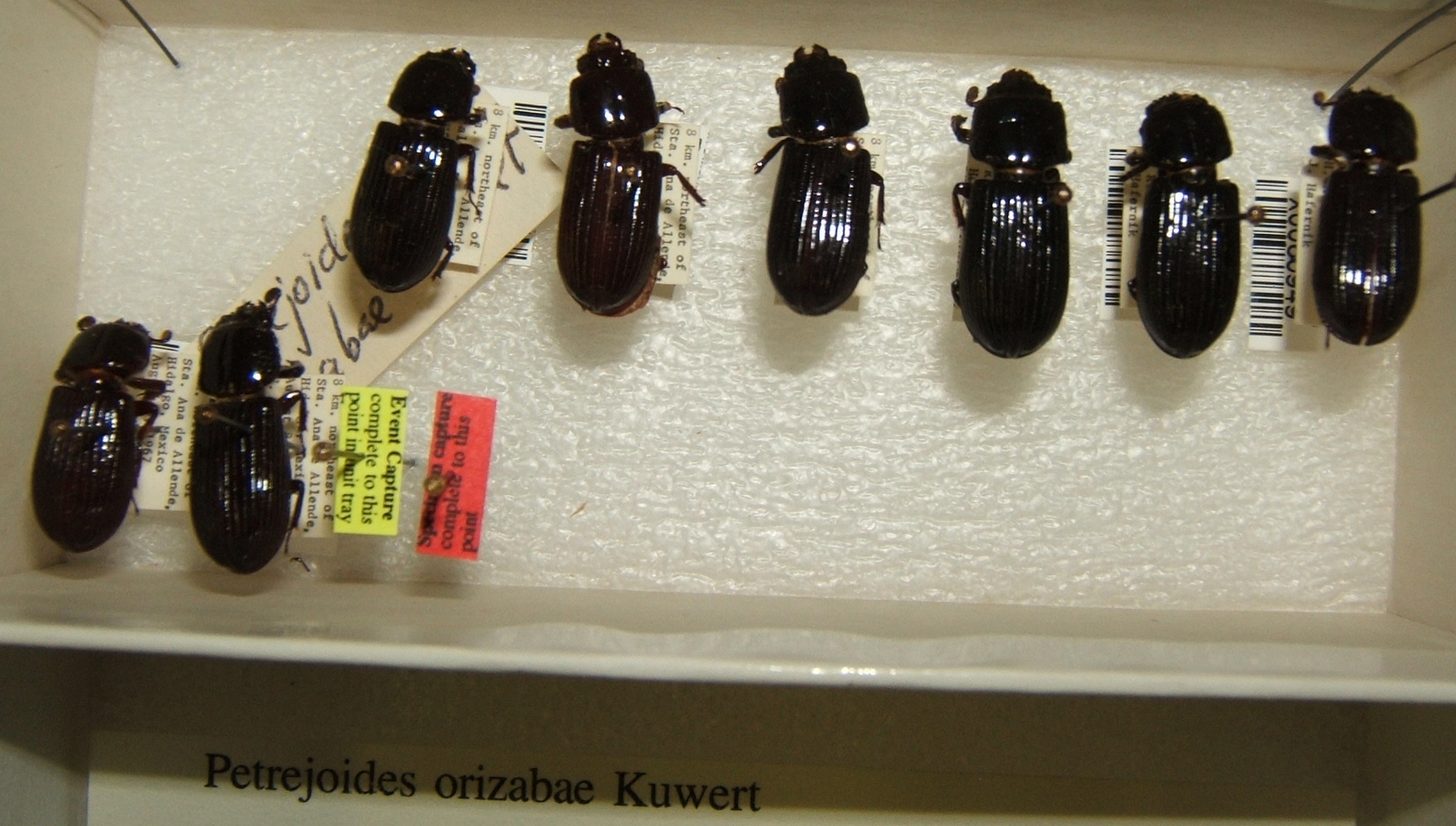
Specimen collection